# 복고 마케팅
복고 마케팅(Retro marketing)는 기업에서 지나간 시대에 대한 그리움, 궁금증, 향수, 노스탤지어 등의 감성을 자극하여 제품의 판매 증대를 목표로 하는 마케팅 기법이다.

## 같이 보기
- 복고풍
- 헤리티지 마케팅

## 참고 자료
- 복고 마케팅